# Paola Duguet
Paola Duguet Duran (New York, Estados Unidos, 1 de octubre de 1987) Fue una nadadora colombiana, especialista en las pruebas de fondo de estilo libre. Participó en los Juegos Olímpicos de Atenas 2004 en las pruebas de 400 m y 800 m libres. Terminó en la posición 29 de los 400 m con un tiempo de 4:20.69; en los 800 m cronometró 9:06.96, terminando en la posición 29.
Dado que su familia materna es colombiana, posee la doble nacionalidad, lo que le permite representar a Colombia.